# Mount Rath
Mount Rath ist ein etwa 1300 m Berg an der Lassiter-Küste des Palmerlands auf der Antarktischen Halbinsel. Er ragt 10 km nordnordöstlich des Mount Owen in den Hutton Mountains auf.
Der United States Geological Survey kartierte ihn anhand eigener Vermessungen und Luftaufnahmen der United States Navy aus den Jahren von 1961 bis 1967. Das Advisory Committee on Antarctic Names benannte ihn im Jahr 1968 nach Arthur Edward Rath (* 1939), Elektrotechniker auf der Amundsen-Scott-Südpolstation im Jahr 1964.